# Malaconothrus globiger
Malaconothrus globiger är en kvalsterart som beskrevs av Trägårdh 1910. Malaconothrus globiger ingår i släktet Malaconothrus och familjen Malaconothridae. Arten är reproducerande i Sverige. Inga underarter finns listade i Catalogue of Life.